# Проданешти (Салаж)
Проданешти (рум. Prodănești) насеље је у Румунији у округу Салаж у општини Креака. Oпштина се налази на надморској висини од 195 m.

## Становништво
Према подацима из 2002. године у насељу је живело 264 становника, од којих су сви румунске националности.